# Steyr M1912
Steyr M1912 (також відомий як Steyr M12) — самозарядний пістолет австро-угорського виробництва.

## Історія
Пістолет був розроблений в 1911 році австрійською фірмою з міста Штейр Österreichische Waffenfabriks-Gesellschaft (ÖWG). У 1911 році був укладений контракт на поставку партії пістолетів в Чилі, в 1912 році пістолет був прийнятий на озброєння Австро-Угорщини під найменуванням Repetierpistole M. 1912 («самозарядний пістолет зразка 1912») як штатна зброя офіцерів та унтер-офіцерів австро-угорської армії. Виготовлявся з 1912 по 1918 рр.
Всього для австрійської армії було виготовлено 250 тис. цих пістолетів під набій 9 × 23 мм, ще 10 тис. були поставлені в 1916 до Німеччини для баварської армії.

## Опис
Використовуються набої калібру 9×23 Штаєр або 9×19 мм парабелум.
Маса пістолету без набоїв — 980 грамів. Магазин зроблений одним цілим з рамкою пістолета, тому заряджання здійснювалось зверху. Через відведений назад кожух затвора завантажувалась пачка набоїв в магазин, що більше нагадувало заряджання гвинтівки пачкою набоїв. Принциповою відмінністю є запирання каналу ствола, вона відрізняється від системи Браунінга і її модифікацій, де запирання каналу дула здійснюється за рахунок перекосу ствола. У системі Штаєр куля при пострілі, закручуючись по нарізах в каналі ствола, прокручувала ствол під дією сили тертя на 60 градусів. На стволі розташовані спеціальні виступи, що взаємодіють із стінками гнізда рами кожуха затвора, під дією чого він рухається назад і екстрагує гільзу. Кожух затвора повертається назад і досилає набой до патронника під дією пружини, що розташована в рамі пістолета під стволом.

## Використання
- Австро-Угорщина — на озброєнні з 1912.
- Німецька імперія — в 1916 для баварської армії було поставлено 10 тис.
- Австрія
- Угорщина
- Італія — під час Першої Світової війни декілька сотень було захоплено після розпаду Австро-Угорської імперії, передані для озброєння фашистської міліції[1]
- Польща
- Румунія — прийнятий на озброєння в 1913 під назвою Md.1912.
- Чилі — прийнятий на озброєння в 1911.
- Югославія
- — після аншлюсу Австрії в 1938 60 тисяч пістолетів M.1912 після перестволювання під 9×19 мм були прийняти на озброєння Вермахту як 9mm P12(Ö) ('Ö' for Österreichische, австрійський)[2].
- УНР — на озброєнні частин УГА.